# Commissariat général au Tourisme
Pour les articles homonymes, voir CGT.
Le Commissariat général au Tourisme (CGT) est l'administration de la Région wallonne chargée de la mise en œuvre des décrets et arrêtés en matière de tourisme.

## Missions
- Promouvoir le tourisme sur le territoire de la Région wallonne de langue française
- Améliorer les infrastructures touristiques
- Encourager le tourisme social